# Blade Runner 2033: Labyrinth
Blade Runner 2033: Labyrinth est un jeu vidéo d'aventure développé et édité par Annapurna Interactive. C'est le premier jeu vidéo de la franchise Blade Runner depuis le jeu éponyme sorti en 1997.

## Synopsis
Blade Runner 2033: Labyrinth se déroule dans un Los Angeles dystopique et se situe chronologiquement entre le film original de 1982, Blade Runner, et sa suite de 2017, Blade Runner 2049. Il se déroule environ un an après les événements de la série d'animation Blade Runner: Black Lotus, sortie en 2021.

## Développement
Blade Runner 2033: Labyrinth est le premier jeu vidéo développé en interne par l'éditeur américain Annapurna Interactive (notamment éditeur de What Remains of Edith Finch, Outer Wilds ou encore Stray). En effet, Annapurna avait créé en 2022 un studio de développement interne afin de développer son propre jeu alors que la société s'était uniquement consacré à l'édition de jeux vidéo depuis sa fondation en 2016.  Le studio s'est rapproché d'Alcon Entertainment pour obtenir les droits de la franchise. Le jeu est annoncé avec un teaser le 29 juin 2023 au cours d'une conférence numérique organisée par Annapruna.
Le développement du titre est dirigé par Chelsea Hash, réalisatrice de Solar Ash (2021) et directrice artistique de What Remains of Edith Finch (2017).